# もみじ (曲)
「もみじ」は、高野辰之作詞、岡野貞一作曲の唱歌である。1911年（明治44年）『尋常小学唱歌（二）』にて発表された。

## 概要
作詞者の高野辰之は、碓氷峠にある信越本線熊ノ平駅（現在は廃線。碓氷峠鉄道文化村のシェルパくんで一部運行）から紅葉を眺め、その美しさに惹かれてこの詞を作ったという。
2006年（平成18年）に文化庁と日本PTA全国協議会が「日本の歌百選」に選定した。
フジテレビの子供向け番組『じゃじゃじゃじゃ〜ン!』で、町あかりが「歌のお姉さん」として替え歌「そういえば… もみじ」を歌い、2019年発売のアルバム『あかりおねえさんのニコニコへんなうた』に収録された。

## 合唱とハーモニー
「もみじ」は唱歌の中では初期に作られた合唱曲である。1951年（昭和26年）から小学3年生もしくは4年生の音楽の教科書に採用され、幅広く小学校で歌われているが、ハーモニーについて勉強できる曲である。
二部合唱で、前半の8小節（2行）は、低音部が高音部の1小節後ろを追いかけてゆくカノン形式、3行目の4小節は、低音部が高音部の3度下を唄うというように、様々な合唱の要素が含まれている。

## 編曲
- 紅葉の彩り - 鈴木奈美の編曲。『おもしろ変奏曲にアレンジ! 〜日本のうた〜』（ヤマハミュージックメディア）に掲載。
- 三善晃が2台ピアノのための組曲『唱歌の四季』の第3曲目として、2台ピアノに編曲された。

## みんなのうた
NHKの『みんなのうた』では、『紅葉』というタイトルで1979年10月-11月に紹介、三枝成章（現：成彰）編曲による日本童謡第3弾で、女声合唱団「渚」が歌った。アニメーションは鈴木康彦の担当で、映像にはリスやミノムシを始め、ハチを狙うクモや、虫の結婚を祝うキリギリスなどの動物が登場する。
「みんなのうた発掘プロジェクト」で映像が発見され、2012年3月25日深夜（3月26日未明）放送の『みんなのうた発掘スペシャル』で再放送された。